# Heesche Badminton Vereniging
De Heesche Badminton Vereniging (HBV) is een Nederlandse badmintonclub uit de Noord-Brabantse plaats Heesch. De vereniging werd opgericht in 1988.
De club kent een senioren- en een jeugdafdeling. Met ongeveer 100 leden heeft de club een brede basis van spelers, variërend van jeugd tot senioren en van recreanten tot competitiespelers.

## Activiteiten en evenementen
HBV heeft een senioren- en een jeugdafdeling die meedoen aan de regionale competitie van de Bossche Badminton Federatie. Daarnaast zijn er wekelijkse speelavonden voor recreanten en worden er regelmatig activiteiten georganiseerd. 
Een bekende activiteit is het jaarlijks terugkerende HBV Open Jeugd Toernooi, een eendaags evenement met ongeveer 100 deelnemers uit de regio.

## Mascotte
De mascotte van de vereniging, "Hissie", is een roze varken gehuld in de clubkleding, en wordt ingezet bij evenementen om de sfeer te verhogen.